# سیارک ۸۵۹۰
سیارک ۸۵۹۰ (به انگلیسی: 8590 Pygargus، نامگذاری:6533P-L) هشت هزار و پانصد و نودمین سیارک کشف شده‌است که در ۲۴ سپتامبر ۱۹۶۰ کشف شد.
قدر مطلق سیارک برابر ۱۳٫۲۰ است.